# Río Lebu
El río Lebu es un curso natural de agua en la Provincia de Arauco de la Región del Biobío que fluye al oeste de la cordillera de Nahuelbuta y desemboca en el océano Pacífico. Su cuenca hidrográfica tiene un área aproximada de 855 km², es exorreica y de régimen pluvial.: 20 

### Trayecto
Hans Niemeyer describe el trayecto del río en las siguientes palabras: "El río Lebu se forma de la reunión de los ríos Curanilahue, que baja desde el norte, y del río Pilpilco que proviene del oriente. Toma rumbo general al OSO, aunque describe una serie de vueltas y revueltas que lo hacen cambiar constantemente de curso, ora al NO, ora al sur, etc. En su curso inferior, tras describir un gran arco hacia el sur, toma dirección franca al NO hasta vaciarse en el Pacífico, donde deja en su ribera sur al pueblo de Lebu. Su recorrido total comprende unos 35 km.": 438 
Desde su desembocadura hasta tres kilómetros aguas arriba el río se encuentra canalizado.: 40 

### Caudal y régimen
El río tiene un régimen pluvial de caudales máximos durante julio y mínimos entre diciembre y abril.: 28  Estos caudales fueron medidos en  puente Curíco ubicado a 30 km de la boca del estuario.: 37 
El caudal máximo en la serie de 50% de probabilidad de excedencia se observa en julio con un monto de casi 80 m³/s. De septiembre a mayo el caudal con 50% de probabilidad de excedencia baja a menos de 30 m³/s.: 28 

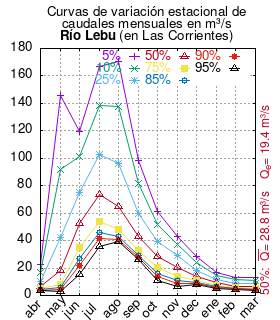
Curvas de variación estacional del río Lebu en Las Corrientes.

El caudal del río (en un lugar fijo) varía en el tiempo, por lo que existen varias formas de representarlo. Una de ellas son las curvas de variación estacional que, tras largos periodos de mediciones, predicen estadísticamente el caudal mínimo que lleva el río con una probabilidad dada, llamada probabilidad de excedencia. La curva de color rojo ocre (con {\displaystyle {\color {Red}\vartriangle }}) muestra los caudales mensuales con probabilidad de excedencia de un 50%. Esto quiere decir que ese mes se han medido igual cantidad de caudales mayores que caudales menores a esa cantidad. Eso es la mediana (estadística), que se denota Qe, de la serie de caudales de ese mes. La media (estadística) es el promedio matemático de los caudales de ese mes y se denota {\displaystyle {\overline {Q}}}. 
Una vez calculados para cada mes, ambos valores son calculados para todo el año y pueden ser leídos en la columna vertical al lado derecho del diagrama. El significado de la probabilidad de excedencia del 5% es que, estadísticamente, el caudal es mayor solo una vez cada 20 años, el de 10% una vez cada 10 años, el de 20% una vez cada 5 años, el de 85% quince veces cada 16 años y la de 95% diecisiete veces cada 18 años. Dicho de otra forma, el 5% es el caudal de años extremadamente lluviosos, el 95% es el caudal de años extremadamente secos. De la estación de las crecidas puede deducirse si el caudal depende de las lluvias (mayo-julio) o del derretimiento de las nieves (septiembre-enero).

## Historia
Francisco Solano Asta-Buruaga y Cienfuegos escribió en 1899 en su obra póstuma Diccionario Geográfico de la República de Chile sobre el río:
Lebu.-—Río importante del departamento de su título. Tiene sus fuentes en la vertiente occidental de la cordillera de Nahuelvuta al E. de la ciudad y puerto á que presta su nombre, formándose de las corrientes de agua denominadas Curanilahue, Pilpilco y otras más pequeñas que se reunen á la base de esa cordillera. De aquí prosigue al O., engrosándose con los riachuelos de Quilañanco y Curihuillin, y con varios arroyos que continúa recibiendo de las alturas selvosas, cercanas á una y otra de sus bandas, y va á descargar en el Pacífico bajo los 37º 36' Lat. y 73° 41' Lon. al cabo de unos 100 kílómetros de curso medianamente rápido hasta más abajo del vado de Cupaño, o sea hasta el salto de Gualgalén, fuerte recial del río que dista de la boca unos 20 kílómetros y hasta donde sube la marea. Á su desembocadura forma la costa un mediano puerto ó rada de abrigado surgidoro entre el morro de Tucapel al S., y la punta de Millonhue al N. Entre ellos se extiende la barra de la boca, que sólo deja paso por un canal de menos de metro y medio de fondo en bajamar. Dentro de ella se abre el río frente á la ciudad y más arriba en una ancha, honda y hermosa ría. En la parte superior de ésta, por donde existió el fuerte de Santa Margarita, fueron dejadas las monjas trinitarias de Concepción, cuanto el jefe español Don Francisco Sánchez despobló esa ciudad en 1819 y las llevaba consigo, en su retirada hacia Valdivia; las cuales se refugiaron poco después en el Manzanal del Rosal, donde residieron hasta 1822. En su boca se embarcó el 21 de enero de este año en una lancha el facineroso realista Benavides, tratando de escaparse al Perú, pero no alcanzó hasta allí; véase Topocalma. El nombre es alteración de leuvu, el rio; y de aquí se llamaba levo en la colonia al valle de una corriente de agua, que contenía habitaciones de indios.
Luis Risopatrón lo describe en su Diccionario Jeográfico de Chile de 1924:: 470 
Lebu (Rio) 37° 37' 73° 40'. Tiene sus fuentes en la vertiente W de la cordillera de Nahuelbuta, se forma de varias corrientes de agua i corre hácia el W en medio de una sucesión de charcos profundos, separados unos de otros por bancos de chinas, sobre los cuales solamente existen unos pocos centímetros de profundidad de agua; llega al vado de Cupaño, se estrecha enseguida a 20 i 30 m de ancho i presenta 1,5 m de fondo medio, aunque quedan trechos obstruidos por palizadas, hasta la isla Desayuno. Después de ésta, las aguas son pandas como en un lago, la anchura del cauce aumenta algo i la profundidad se sostiene entre 2 i 4 m, hasta el rápido de Gorgolen, que es mui correntoso i de 30 m de ancho, entre rocas desnudas; sigue ancho i profundo, pasa al lado N de la ciudad de Lebu, frente a la cual presenta un bajo i continúa hácia el NW, con una canal estrecha cargada sobre la ribera N, de 1,3 m de profundidad, después de la cual se hace de fondo somero, se ensancha considerablemente i sale al mar, al E de la punta de Tucapel. Presenta una barra de 1,5 de hondura, con fuerte corriente, que deja 30 m de boca; las crecidas del invierno aumentan el nivel de sus aguas hasta 1,5 m i las mareas alcanzan hasta el rápido de Gorgolen, punto hasta el cual puede ser navegado en botes. Su largo total es de unos 70 kilómetros, su hoya hidrográfica de 800 km² i su gasto medio de unos 30 m³ de agua por segundo. 1, VI, p. 226; XVIII, p. 285; XXVII, p. 286; i XXVIII, carta 154; i 155, p. 362; Lebú en 61, XX, p. 464 i 474; Levu en 66, p. 265 (Pissis, 1875); i Levou en la p. 42.